# Le Cas du docteur Brenner
Pour plus de détails, voir Fiche technique et Distribution.
Le Cas du docteur Brenner est un film franco-américain réalisé par Jean Daumery, sorti en 1933.

## Fiche technique
- Titre : Le Cas du docteur Brenner
- Réalisation : Jean Daumery
- Scénario : Houston Branch, d'après la pièce de Emric Foeldes
- Dialogues : Paul Vialar
- Pays d'origine :  France -  États-Unis
- Production : First National Pictures
- Format : Noir et blanc - Son mono - 1,37:1
- Durée : 75 minutes
- Date de sortie : France, 17 mars 1933
- Affiche : Joseph Koutachy (France)

## Distribution
- Jean Marchat : le docteur Carl Brenner
- Simone Genevois : Lottie Brenner
- Maurice Rémy : Stéphane Brenner
- Jeanne Grumbach : la mère Brenner
- Michèle Béryl : Anna
- Héléna Manson : l'infirmière
- Louis Scott : le docteur Niergardt